# Forêt de Carnelle
La forêt de Carnelle est un massif forestier de 975 hectares (9,75 km2) situé dans le Val-d'Oise, à 25 km au nord de Paris. En ajoutant l'ensemble des bois périphériques, le massif atteint un total de 1 229 hectares (12,29 km2). Elle constitue avec les massifs de Montmorency et de L'Isle-Adam l'un des trois principaux massifs forestiers domaniaux du Val-d'Oise.

## Géographie physique
La forêt est située sur une butte-témoin dominant la plaine de France au sud et à l'est, la vallée de l'Oise au nord et la vallée du rû de Presles à l'ouest qui le sépare de la forêt de L'Isle-Adam. Son sommet constitue un des points culminants du département du Val-d'Oise (210 m).

## Géographie administrative
La forêt de Carnelle s'étend sur 7 communes du Val-d'Oise :
- Beaumont-sur-Oise ;
- Noisy-sur-Oise ;
- Asnières-sur-Oise ;
- Viarmes ;
- Saint-Martin-du-Tertre ;
- Presles ;
- Nointel.

## Faune et flore
La forêt est composée majoritairement (65 %) de futaies de chênes et de hêtres. On y trouve également de nombreux taillis de châtaigniers, en particulier sur les versants nord et ouest.
Parmi sa faune on rencontre des chevreuils, quelques sangliers ou cerfs en provenance de la forêt de Chantilly, des renards, blaireaux, lapins. 

## Géologie
La forêt de Carnelle fut comme celles de l'Isle-Adam ou de Montmorency largement exploitée. L'exploitation du gypse commence dès 1864, celle de la meulière en 1901. On en extrayait également les marnes ou le sable.
En 1930, seule une exploitation subsiste au centre de la forêt : l'exploitant avait fait construire une télécabine qui acheminait les roches extraites vers les bords de l'Oise. On peut encore voir des vestiges de pylones dans la forêt.

## Histoire

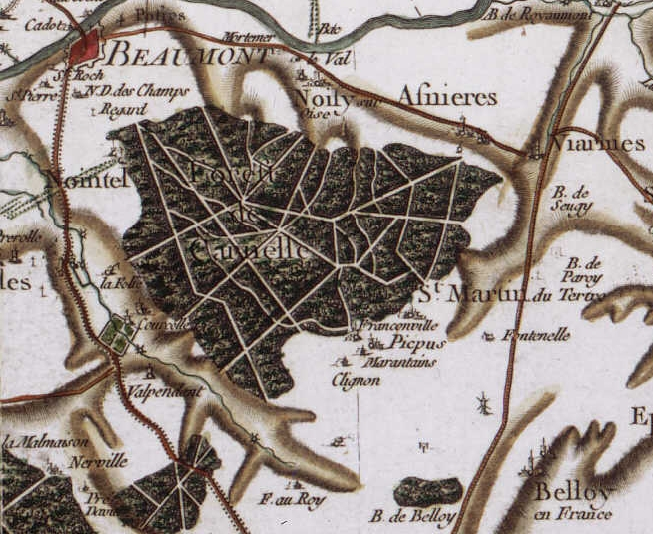
Forêt de Carnelle - Carte de Cassini, vers 1780

Le peuple celte de la Gaule belge, les Bellovaques (ceux qui crient en se battant) ayant combattu les armées de César avec un courage tel que celui-ci l'a reconnue comme la plus brave des tribus gauloises. Après l'avoir copieusement massacré et en respect de leur bravoure il leur accorda la pax romana.
Occupée dès la préhistoire (6 à 8000 ans avant notre ère), la forêt n'entre dans le domaine royal que sous Philippe IV le Bel en 1293. En 1330, Philippe VI de Valois propose une règlementation du massif forestier. Le massif devient la propriété du connétable Anne de Montmorency en 1527. Comme tous les fiefs des Montmorency, la forêt devient possession des Condé puis des Conti au XVIIe siècle qui l'aménagent comme la forêt de L'Isle-Adam voisine pour la chasse à courre. En 1781, les Conti récupèrent enfin les 237 arpents des Dames de Longchamp que Philippe VI avait cédé à ces dernières en... 1330.
Le 7 octobre 1783, les Conti vendent le massif au comte de Provence, qui cède le domaine à son frère Louis XVI le même jour. La forêt devient domaniale à la Révolution.
La forêt a été le témoin des premiers essais du télégraphe de Chappe : le 12 juillet 1793, 26 mots furent transmis en 11 minutes de Ménilmontant à Saint-Martin-du-Tertre sur une distance de 26 km.
Le 26 novembre 2010, le conseil général vote à l'unanimité la demande de classement en forêt de protection, ainsi que celle des massifs voisins de L'Isle-Adam et de Montmorency, le département demeurant le seul de la région ne possédant aucun massif classé forêt de protection.

## Lieux remarquables
- La Pierre Turquaise 49° 06′ 22″ N, 2° 18′ 48″ E

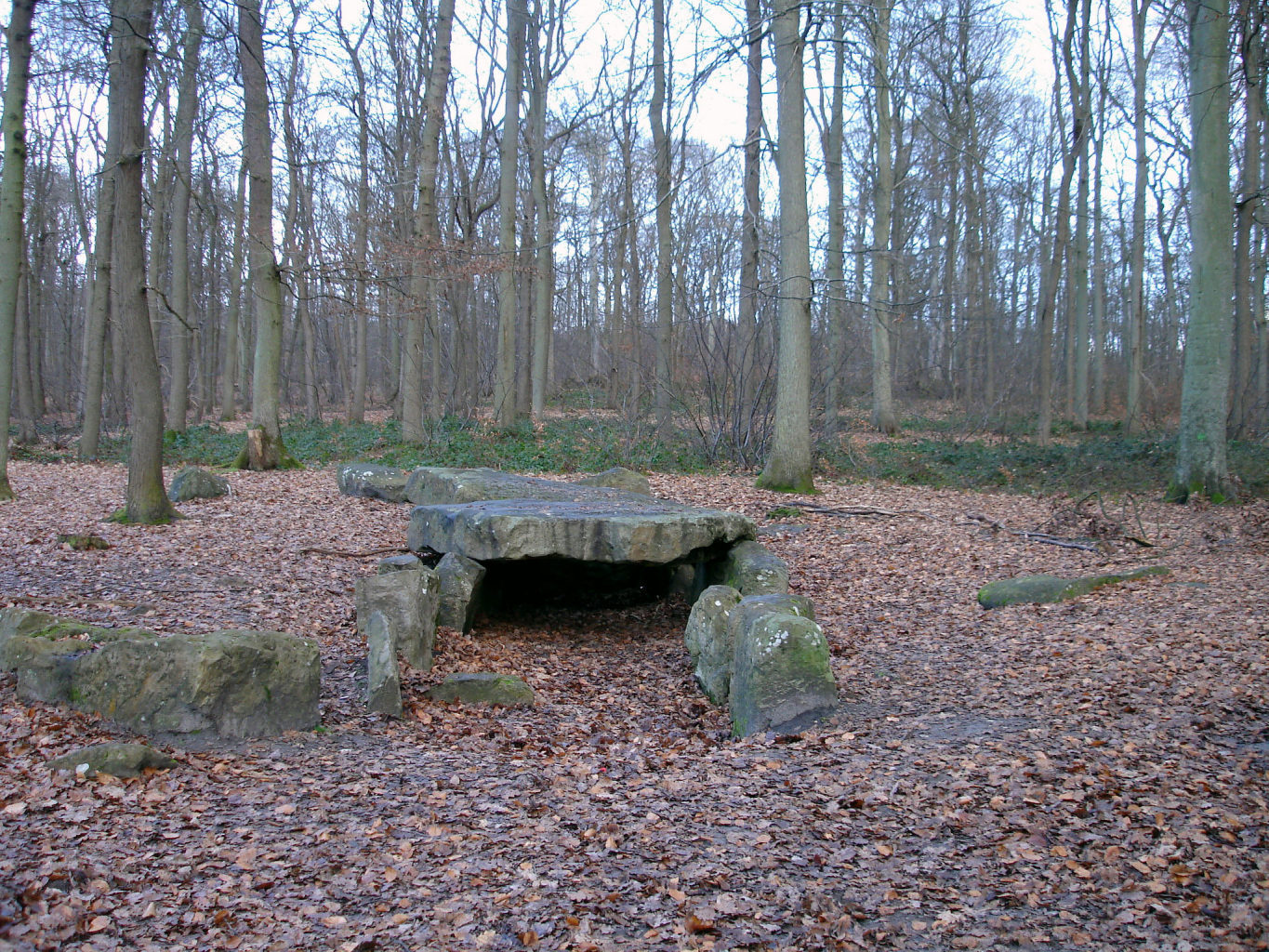
La Pierre Turquaise.

Ce monument mégalithique est connu pour être le plus important monument préhistorique d'Île-de-France. Il fut étrangement victime d'un attentat à l'explosif jamais revendiqué dans la nuit du 14 au 15 décembre 1985. C'est le seul attentat connu « anti-néolithique » de l'Histoire. Une nouvelle restauration a permis une remise en état du monument.

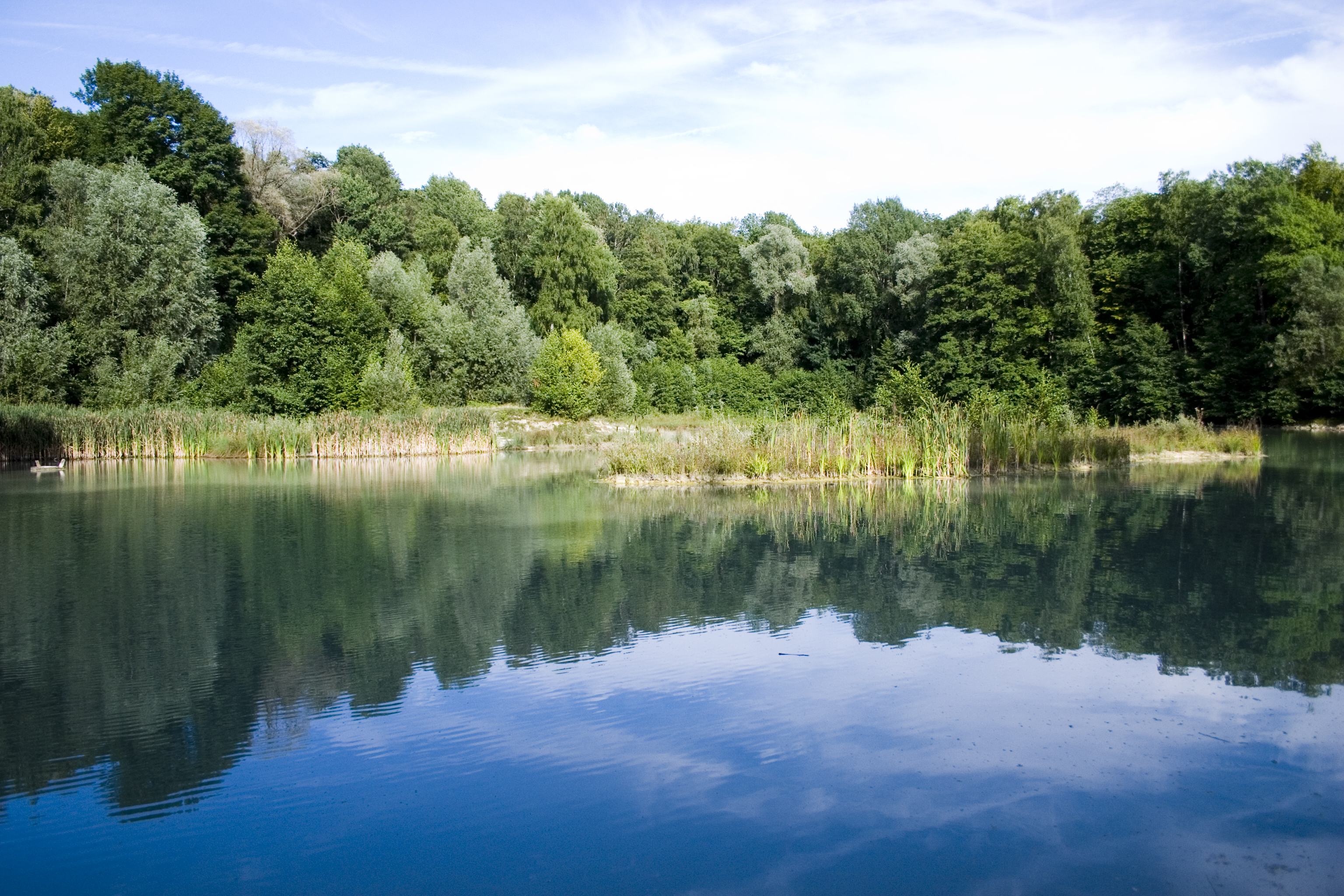
Le lac Bleu de la forêt de Carnelle

- L'étang Bleu et le Petit Étang 49° 07′ 10″ N, 2° 19′ 13″ E

Ces étangs artificiels, d'une surface respective de 2 ha et 1,3 ha, ont été aménagés au cœur de la forêt dans d'anciennes carrières de marnes, qui donnent ici une coloration bleue. Ils atteignent pour cette raison une profondeur de 20 à 30 m et la baignade y est interdite pour des raisons de sécurité. On peut en revanche y pratiquer la pêche.